# マルコス・ベキオナチ
マルコス・M・ベキオナチ（Marcos M. Vechionacci, 1986年8月7日 - ）は、ベネズエラ出身のプロ野球選手（内野手）。現在は、フリーエージェント（FA）。右投両打。NPBでは育成選手であった。

## 経歴
16歳の時にMLBのニューヨーク・ヤンキースと契約。「アレックス・ロドリゲスの後継者」と評価されていた。2003年から2010年までヤンキース傘下でプレー。AA級に昇格したのが最高で、AAA級及びメジャーでの出場はなかった。
2010年12月28日、阪神タイガースが育成選手としての獲得を発表した。契約金600万円で年俸は400万円。
2011年シーズンはウエスタン・リーグで52試合に出場したが、アメリカ時代に経験したことがないほどのサインの多さに戸惑うなど日本の野球に慣れず、打率.255, 4本塁打、15打点と期待されたほどの成績を残せなかった。9月21日、翌年の契約を結ばないことが球団から発表され、翌9月22日に自由契約公示された。
2012年3月、信濃グランセローズへの入団が発表された。同年9月15日に母国ベネズエラで行われるウインターリーグに参加希望をしたため、21日付での退団が発表され、21日の出場を最後に退団した。最終的には67試合に出場し、6本塁打を放った。
信濃退団後は、マイナー時代から参加していたベネズエラのウィンターリーグ（LVBP）で2013年までプレー。その後はメキシコのマイナーリーグであるメキシコ北部リーグに所属した。2019年よりLVBPでのプレーを再開した。
2021年7月24日にメキシカンリーグのキンタナロー・タイガースと契約した。11試合に出場し、打率.273、0本塁打、4打点の成績に終わり、10月20日に自由契約となった。

## プレースタイル
中長距離型のスイッチヒッター。一塁手・三塁手を中心に内野全般を守れる。

## 詳細情報

### 年度別打撃成績
- 一軍公式戦出場なし

### 独立リーグでの打撃成績
| 年 度     | 球 団     | 試 合 | 打 数 | 得 点 | 安 打 | 二 塁 打 | 三 塁 打 | 本 塁 打 | 塁 打 | 打 点 | 盗 塁 | 犠 打 | 犠 飛 | 四 球 | 死 球 | 三 振 | 併 殺 打 | 打 率 | 出 塁 率 | 長 打 率 | O P S |
| --------- | --------- | ----- | ----- | ----- | ----- | -------- | -------- | -------- | ----- | ----- | ----- | ----- | ----- | ----- | ----- | ----- | -------- | ----- | -------- | -------- | ----- |
| 2012      | 信濃      | 68    | 242   | 32    | 62    | 8        | 3        | 6        | 94    | 45    | 2     | 2     | 2     | 23    | 7     | 43    | 10       | .256  | .335     | .388     | .723  |
| 通算：1年 | 通算：1年 | 68    | 242   | 32    | 62    | 8        | 3        | 6        | 94    | 45    | 2     | 2     | 2     | 23    | 7     | 43    | 10       | .256  | .335     | .388     | .723  |

### 背番号
- 128 （2011年）
- 14 （2012年）

### 登場曲
- 「Mi Bajo y Yo」Oscar D'León（英語版）（2011年）